# 斯特凡诺·卢翁戈
斯特凡诺·卢翁戈（義大利語：Stefano Luongo，1990年1月5日—），意大利水球运动员。他曾代表意大利参加、2015年世界游泳锦标赛、2019年世界游泳锦标赛和2020年夏季奥林匹克运动会水球比赛。